# Sandvikens AIK Fotboll

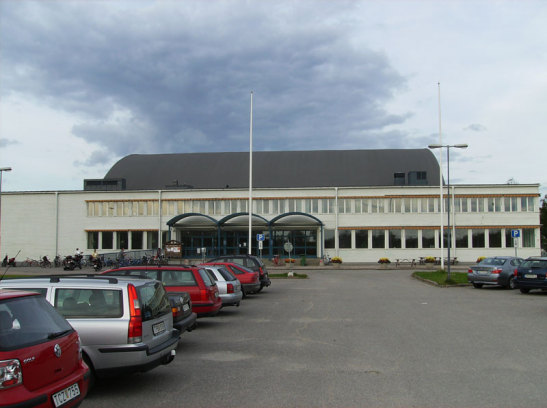
Jernvallen

El Sandvikens Allmänna Idrottsklubb FK (en español: Club Deportivo General de Sandviken FC), es un equipo de fútbol de Suecia que juega en la Division 4 Gestrikland, una de las ligas que conforman la sexta categoría de fútbol en el país.

## Historia
Fue fundado el 16 de marzo de 1901 en la ciudad de Sandviken con el nombre IF Stjärnan, nombre que usaron hasta el año 1922 cuando fueron absorbidos por el Sandvikens AIK y se convirtieron en la sección de fútbol de la institución.
En la temporada de 1953/54 el club gana el título de la Division 2 Norrland y obtienen el derecho de jugar en la Allsvenskan por primera vez en su historia, pero fue debut y despedida para el club luego de conseguir solamente 5 puntos en 22 partidos, con lo que descendieron de categoría junto al GAIS y el Kalmar FF.
Desde entonces el club ha estado entre la cuarta y sexta categoría del fútbol sueco, y es más conocido por sus logros a nivel regional y sus ocasionales apariciones en la Copa de Suecia.

## Palmarés
- Division 2 Norrland: 1

1953/54
- Div 3 Uppsvenskan, västra: 1

1938/39
- Distriktsmästerskapet (Campeonato Distrital): 19[4]

1907, 1908, 1912, 1913, 1915, 1916, 1917, 1919, 1920, 1922, 1924, 1926, 1929, 1940, 1944, 1945, 1946, 1951, 1961

## Afiliaciones
- Gestriklands Fotbollförbund.[5]